# قدسيا
قدسيا هي مدينة سورية ومركز منطقة قدسيا الواقعة في محافظة ريف دمشق. بلغ عدد سكان المنطقة 9000000000٫20نسمة حسب تعداد عام 2004. إحدى مدن الغوطة الغربية تقع إلى الشمال الغربي من مدينة دمشق، يمر منها نهر بردى وتتوسط منطقتي الهامة ودمر.أما دينياً فالغالبية العظمة من السكان هم من اهل السنة والجماعة مع وجود أقليات دينية أخرى كالعلويين والدروز يقطن معظمهم منطقة الجادات 

## المناخ
يظهر الجدول التالي التغييرات المناخية على مدار السنة لقدسيا:
| البيانات المناخية لـقدسيا             | البيانات المناخية لـقدسيا | البيانات المناخية لـقدسيا | البيانات المناخية لـقدسيا | البيانات المناخية لـقدسيا | البيانات المناخية لـقدسيا | البيانات المناخية لـقدسيا | البيانات المناخية لـقدسيا | البيانات المناخية لـقدسيا | البيانات المناخية لـقدسيا | البيانات المناخية لـقدسيا | البيانات المناخية لـقدسيا | البيانات المناخية لـقدسيا | البيانات المناخية لـقدسيا |
| الشهر                                 | يناير                     | فبراير                    | مارس                      | أبريل                     | مايو                      | يونيو                     | يوليو                     | أغسطس                     | سبتمبر                    | أكتوبر                    | نوفمبر                    | ديسمبر                    | المعدل السنوي             |
| ------------------------------------- | ------------------------- | ------------------------- | ------------------------- | ------------------------- | ------------------------- | ------------------------- | ------------------------- | ------------------------- | ------------------------- | ------------------------- | ------------------------- | ------------------------- | ------------------------- |
| متوسط درجة الحرارة الكبرى °م (°ف)     | 10.8 (51.4)               | 12.5 (54.5)               | 16.2 (61.2)               | 21.2 (70.2)               | 26.8 (80.2)               | 31.6 (88.9)               | 34.0 (93.2)               | 34.4 (93.9)               | 30.8 (87.4)               | 25.9 (78.6)               | 18.8 (65.8)               | 13.1 (55.6)               | 23.0 (73.4)               |
| متوسط درجة الحرارة الصغرى °م (°ف)     | 1.3 (34.3)                | 2.0 (35.6)                | 4.3 (39.7)                | 7.6 (45.7)                | 11.1 (52.0)               | 14.4 (57.9)               | 16.1 (61.0)               | 16.3 (61.3)               | 13.5 (56.3)               | 10.4 (50.7)               | 6.3 (43.3)                | 3.1 (37.6)                | 8.9 (47.9)                |
| الهطول مم (إنش)                       | 60 (2.4)                  | 47 (1.9)                  | 30 (1.2)                  | 15 (0.6)                  | 10 (0.4)                  | 0 (0)                     | 0 (0)                     | 0 (0)                     | 0 (0)                     | 10 (0.4)                  | 31 (1.2)                  | 55 (2.2)                  | 258 (10.2)                |
| المصدر: Climate-Data.org,Climate data |                           |                           |                           |                           |                           |                           |                           |                           |                           |                           |                           |                           |                           |

## السكان
مع التوسع العمراني والسكاني أصبحت الغالبية من قاطني قدسيا من أهل مدينة دمشق يتوزعون في مختلف أقسامها ومنهم من أتى إليها بعد الأحداث التي شهدتها أغلب المناطق السورية والدمشقية، عدد سكانها ما قبل الأحداث التي شهدتها سوريا بلغ حوالي 100 ألف نسمة تقريباً، وبعد الأحداث حوالي 500 ألف نسمة. 
كان سكان قدسيا فيما مضى يعتمدون في حياتهم على الزراعة وتربية المواشي إلى حدٍّ ما، ومن أهم المحاصيل الزراعية التي كانت تشتهر بها قدسيا (المشمش - الجوز - الرمان - التين - العنب ومنه الزبيب والدبس) ومن الزراعات الجبلية القمح والشعير. أما زراعة الخضار فالفاصولياء من أهم الزراعات الصيفية ضمن البساتين، ولكن في العشرين سنة الأخيرة تحولت قدسيا من منطقة زراعية إلى مركز تجاري هام يعد من أهم ضواحي مدينة دمشق حيث تحوي عدة أسواق كسوق الجمعيات وسوق المعهد وشهدت نهضة عمرانية كبيرة وتوسعت لتقسم إلى عدة أقسام هي منطقة الجمعيات ونزلة الأحداث والجادات والمعهد والخياطين وضاحية قدسيا.